# Zjawisko Gunna
Efekt Gunna – spadek ruchliwości elektronów wraz ze wzrostem natężenia pola powyżej natężenia krytycznego.
Efekt spowodowany jest tym, że w miarę zwiększania natężenia pola elektrycznego elektrony "przeskakują" z doliny centralnej do doliny satelitarnej, gdzie są mniej ruchliwe. Dla E > Ek wszystkie elektrony znajdują się w dolinie satelitarnej.
Zjawisko to znajduje zastosowanie w mikrofalowych generacyjnych diodach Gunna.